# Misumenops anachoretus
Misumenops anachoretus är en spindelart som först beskrevs av Holmberg 1876.  Misumenops anachoretus ingår i släktet Misumenops och familjen krabbspindlar. Inga underarter finns listade i Catalogue of Life.